# Warbird
Pour les articles homonymes, voir Warbird (homonymie).

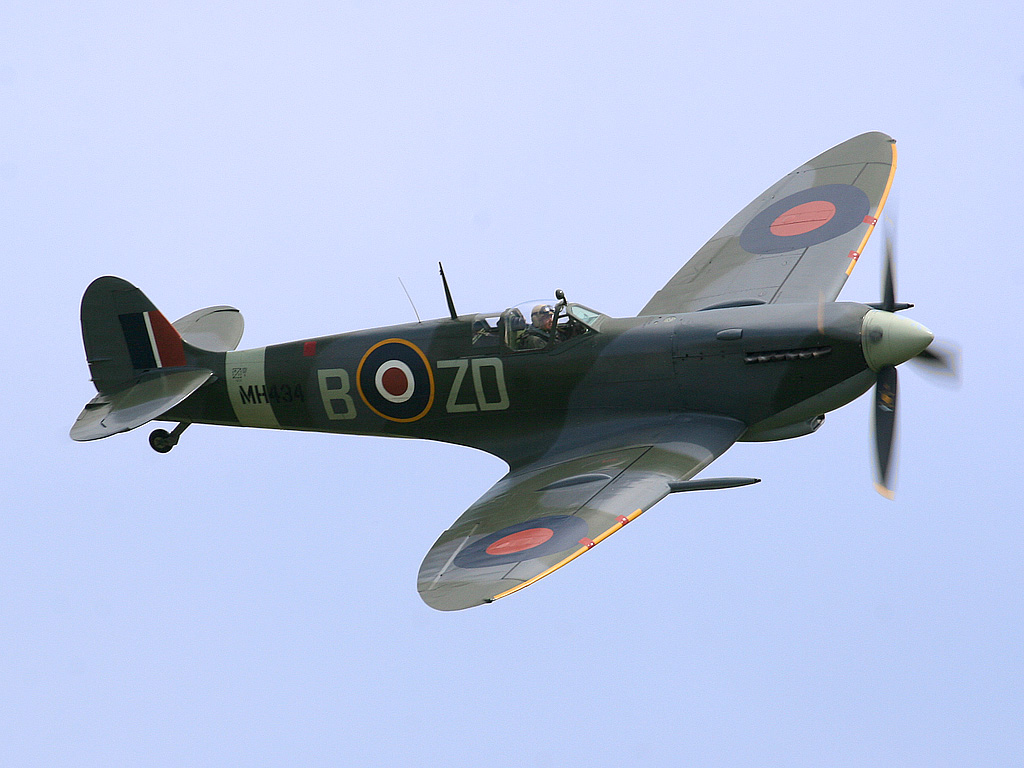
Le Spitfire MH434 lors du Flying Legends de 2005

« Warbird » est un terme aéronautique forgé aux États-Unis à la fin de la Seconde Guerre mondiale et désignant au départ les appareils conçus à l'époque du conflit et actuellement préservés en état de vol. En français, on emploie le terme « coucou » comme dans « un vieux coucou », « les coucous de 1914 », « un pauvre coucou militaire ».

## Historique du terme

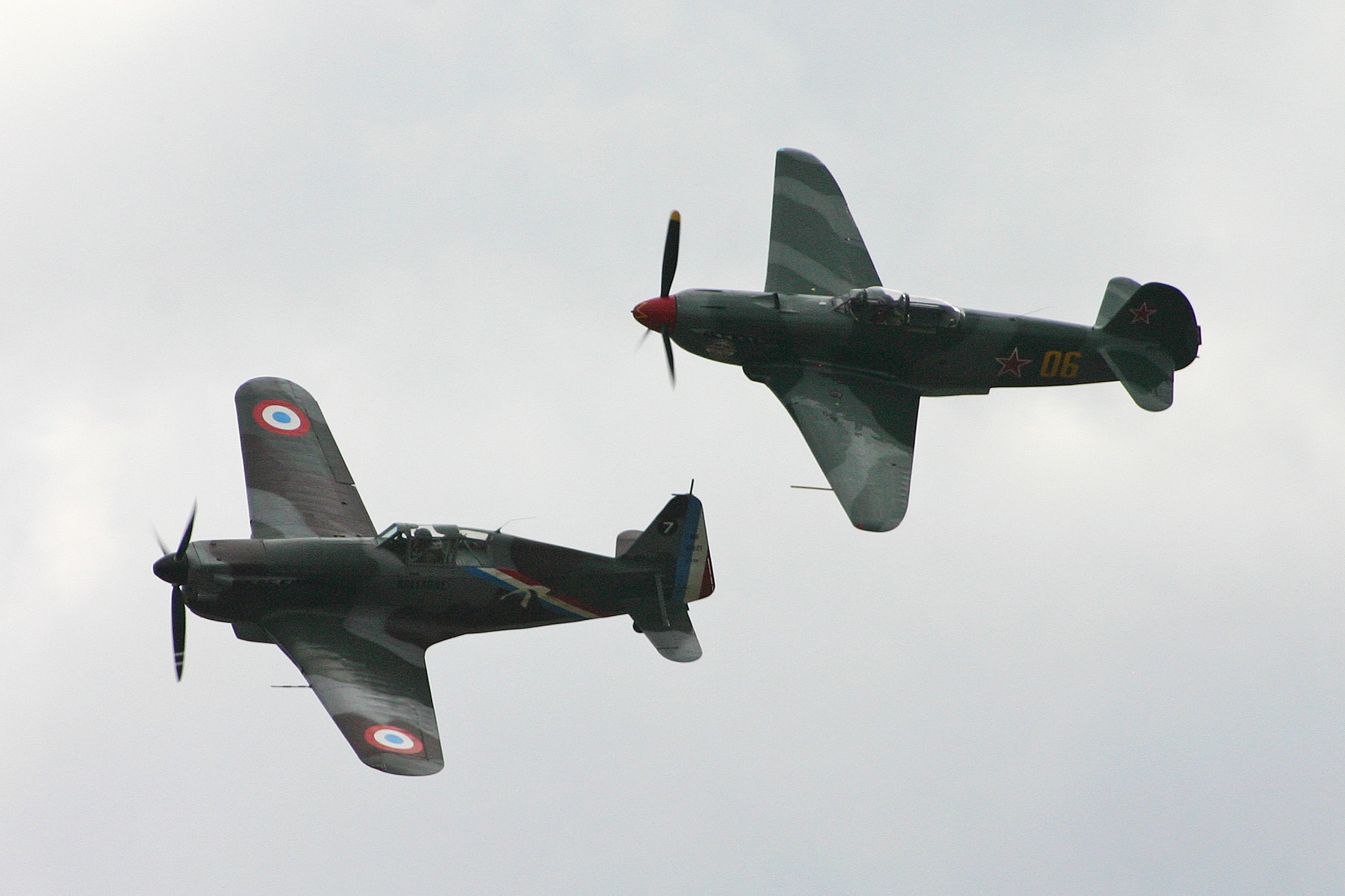
Un D-3801, version du Morane-Saulnier MS.406 construit en Suisse en 1942 et un Yak-9UM russe construit dans les années 1990 sur les plans du modèle d'origine (2011).

Historiquement, ce terme ne désignait que les appareils de chasse. Plus tard, les bombardiers, appareils de transport de troupes, d'entraînement, et autres aéronefs militaires ont été assimilés. À l'heure actuelle, pour les puristes, un « warbird » est un avion militaire à hélices né entre 1935 et 1952.
Toutefois, la signification du terme a été élargie pour désigner également aujourd'hui les avions à réaction militaires ayant été réformés et maintenus en état de vol par des organisations ou particuliers civils. Par ailleurs, le terme « warbird » est parfois utilisé pour désigner les répliques d'avions authentiques, construits suivant les techniques modernes.

## « Warbirds » en activité : répartition géographique

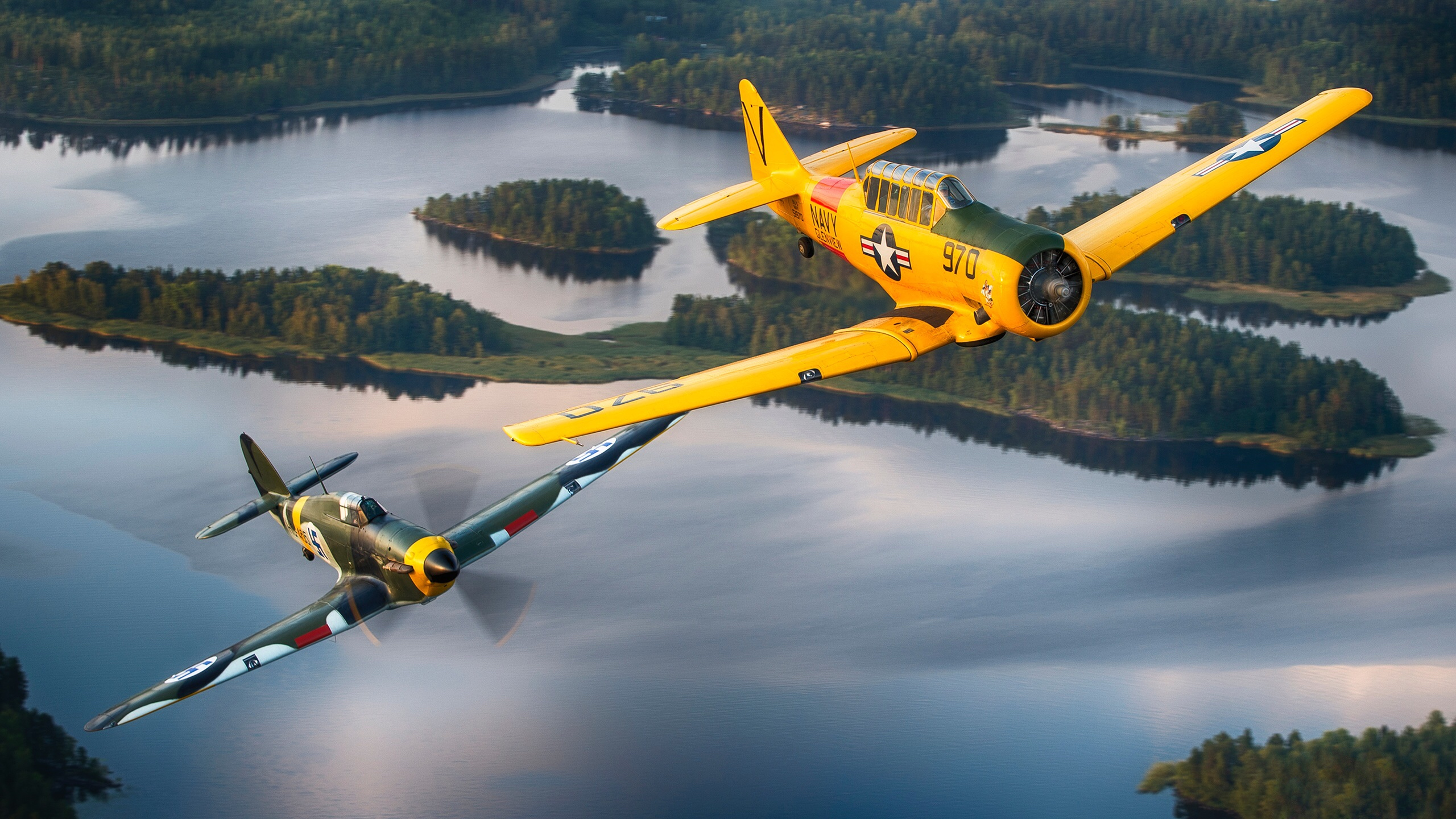
Un Hawker Hurricane warbird et un T-6 Texan warbird en vol au-dessus de la Finlande (août 2014).

## Exemplaires célèbres
Voici quelques-uns des plus célèbres warbirds.
| Nom                          | Immat/Serial | Type             | Propriétaire     | Particularité                                  |
| ---------------------------- | ------------ | ---------------- | ---------------- | ---------------------------------------------- |
| Boeing B-29 Fifi             | SN44-62070   | Bombardier lourd | CAF              | Dernier exemplaire au monde en état de vol     |
| Curtiss SB2C-4 Helldiver     | ?            | Bombardier       | CAF              | Dernier exemplaire au monde en état de vol     |
| Spitfire MH434               | B-OZD        | Chasseur         | OFMC             | Célèbre exemplaire ayant appartenu à Ray Hanna |
| Lockheed L-12 Electra Junior | F-AZLL       | Transport léger  | Bernard Chabbert | Ayant appartenu à l'espion Sidney Cotton       |
| P-51 « Nooky Booky IV »      | F-AZSB       | Chasseur         | FFWM             | Unique exemplaire en état de vol en France     |